# Logística de terceros
La logística de terceros (3PL o TPL) se refiere a la externalización de servicios logísticos (como transporte, almacenamiento o distribución) a un proveedor especializado. Estas empresas gestionan parte o toda la cadena de suministro de otras compañías, permitiéndoles optimizar costos y recursos. 
Los proveedores  generalmente se especializan en operaciones integradas de servicios de almacenamiento y transporte que pueden escalarse y personalizarse según las necesidades de los clientes, adaptándose a las condiciones del mercado, además de  satisfacer las demandas y los requisitos de servicio de entrega de sus productos. 
Los servicios, frecuentemente, incluyen operaciones de valor agregado vinculadas a la producción o adquisición de bienes, integrando diversos componentes de la cadena de suministro. Cuando un proveedor ofrece estos servicios integrales, se denomina formalmente proveedor de gestión de cadena de suministro de terceros (3PSCM) o proveedor de servicios de gestión de cadena de suministro (SCMSP, por supply chain management service provider).  
El mercado global del 3PL, alcanzó los 75 mil millones de dólares en el año 2014, creciendo 157 mil millones de dólares en los EE. UU, superando el crecimiento de la economía estadounidense en 2014. En 2014, el 80 por ciento de todas las empresas Fortune 500 y el 96 por ciento de las Fortune 100 utilizaban algún tipo de servicios 3PL. 

## Tipos
Los proveedores 3PL incluyen diversas organizaciones como transportistas, operadores de mensajería y empresas logísticas que integran y ofrecen servicios completos de transporte y gestión de la cadena de suministro. Se establecieron una clasificación de estos proveedores en cuatro categorías fundamentales:
- Proveedor 3PL estándar: Esta es la forma más básica de un proveedor 3PL. Realizan actividades como la selección, embalaje, almacenamiento y distribución (comercial), las cuales son las funciones más básicas de la logística. Para la mayoría de estas empresas, esta función no es exactamente su actividad principal.

- Desarrollador de servicios: Este tipo de proveedores  ofrece a sus clientes servicios avanzados con valor añadido como: seguimiento y rastreo, cross-docking, embalaje específico o provisión de un sistema de seguridad único. Una base de TI sólida y un enfoque en las economías de escala y alcance permitirán a este tipo de proveedor realizar este tipo de tareas.
- El adaptador del cliente: Este tipo de proveedor entra por petición del cliente y asume el control total de las actividades logísticas de la empresa. El proveedor mejorará drásticamente la logística, pero no desarrolla un nuevo servicio. La base de clientes de este tipo de proveedor suelen ser bastante pequeñas.
- El desarrollador del cliente: Este es el nivel más alto que un proveedor puede alcanzar con respecto a los procesos y actividades. Esto ocurre cuando el proveedor 3PL se integra con el cliente y se hace cargo de toda su función logística. Estos proveedores tendrán pocos clientes, pero realizarán tareas extensas y detalladas para ellos.

La subcontratación puede involucrar a un solo segmento específico de la logística de  operaciones, manteniendo aquellos procesos donde la logística interna demuestre mayor eficiencia o rentabilidad.  Otro punto importante es la orientación hacia el  cliente del proveedor. El proveedor debe adaptarse a las estructuras y requisitos de la empresa, este ajuste es crucial para que el ahorro de costos, como se  demuestra claramente en una encuesta a proveedores 3PL: la orientación al cliente en forma de adaptabilidad a las necesidades cambiantes del cliente, la confianza y la flexibilidad del proveedor se mencionaron como mucho más importantes que el puro ahorro de costos. 

### Principales proveedores de logística
Los proveedores 3PL sin activos propios se denominan proveedores logísticos líderes. Estos ofrecen la ventaja de combinar experiencia especializada en la industria con bajos costos operativos, aunque tienen menor poder de negociación y menos recursos en comparación con los proveedores 3PL tradicionales, los cuales generalmente son empresas más grandes con una sólida base de clientes y sistemas de red establecidos.
Los proveedores 3PL tradicionales pueden priorizar el uso de sus propios activos para maximizar su eficiencia operativa, incluso cuando esto no sea lo óptimo para el cliente. Por el contrario, los proveedores logísticos líderes, debido a su tamaño pequeño de la empresa, suelen ser menos burocráticos y tienen ciclos de toma de decisiones más ágiles. 

## Capas
Los proveedores 1PL son operadores logísticos especializados en servicios únicos dentro de un área geográfica específica, centrados en bienes particulares o métodos de envío especializados. Este grupo incluye empresas de transporte unimodal, operadores portuarios y almacenistas independientes. 
Un departamento de logística interno de una empresa productora también puede considerarse 1PL cuando gestiona activos propios de transporte y almacenamiento, funcionando como proveedor interno para su organización matriz. A diferencia de modelos logísticos más integrados, los 1PL se caracterizan por su enfoque en servicios logísticos básicos y desagregados, manteniendo una estructura operativa simple y especializada en un único eslabón de la cadena de suministro 
Los proveedores de logística de segunda parte (2PL) ofrecen servicios logísticos a nivel geográfico (nacional), superando el alcance de los 1PL. Normalmente, existen contratos de  marco entre el 2PL y su cliente, los cuales  regulan las condiciones de las tareas de transporte, los cuales normalmente son a corto plazo. Los 2PL brindan recursos logísticos propios y externos a  camiones, carretillas elevadoras, almacenes, etc., estos tienen un enfoque para las actividades de transporte, manipulación de carga o gestión de almacenes.  
La 2PL surge  a partir del inicio de la   globalización y la tendencia creciente  de la gestión lean, cuando las  empresas comenzaron a externalizar  sus actividades de la logística para centrarse en sus propias competencias básicas. Algunos ejemplos son la mensajería, servicios y de urgencia,  y de paquetería, además de  los transportistas marítimos, los transitarios y los proveedores de transbordo.
La diferencia más destacable  entre un 2PL y 3PL es que un proveedor terciario  siempre está integrado en el sistema del cliente. El 2PL no está integrado; a diferencia del 3PL, es solo un proveedor de logística subcontratado sin integración de sistemas. Un 2PL trabaja a menudo bajo demanda (por ejemplo, en servicios urgentes), mientras que un 3PL  está la mayoría de las veces casi siempre informado acerca la carga de trabajo próxima. 
A medida que avanza la tecnología, la metodología para notificar a un 3PL sobre la carga de trabajo entrante generalmente recae en las  integraciones de API que conectan, por ejemplo, una tienda de comercio electrónico con un centro logístico. Otro punto destacable es  que diferencia a 2PL y 3PL,un 2PL normalmente únicamente brinda servicios estandarizados, mientras que los 3PL, a menudo, proporcionan servicios personalizados y especializados según las necesidades de sus clientes. Esto es posible gracias a los contratos a largo plazo que son comunes en el mercado de logística de terceros. 
La rentabilidad de los proveedores logísticos externos requiere periodos prolongados con contratos estables que aseguren flujos de ingresos continuos. Este modelo contrasta significativamente con los servicios de logística de segunda parte (2PL), cuya naturaleza operativa limita las posibilidades de personalización debido a:
- La volatilidad característica del mercado
- La intensa competencia basada en precios
- La necesidad de mantener estructuras de costos ajustadas

Un diferenciador clave entre los modelos 2PL y 3PL radica precisamente en la estructura contractual. Mientras los proveedores 3PL establecen convenios a largo plazo que permiten desarrollar soluciones logísticas integradas, los contratos 2PL se caracterizan por:
- Plazos más reducidos
- Mayor flexibilidad operativa
- Capacidad de adaptación rápida a fluctuaciones del mercado
- Revisión frecuente de condiciones económicas

Esta diferencia contractual refleja distintos enfoques estratégicos: los 3PL priorizan la integración y optimización continua, mientras los 2PL ofrecen agilidad para responder a cambios inmediatos en las condiciones del mercado logístico.
Se creó la necesidad de aumentar la visibilidad de la cadena de suministro, y con ello consiguió la reducción en los riesgos, costos, y logró mejorar la velocidad, todo esto en el mismo tiempo, lo cual requiere una solución tecnológica.
Los proveedores que no están basadas en activos, realizan funciones tales como la consultoría sobre embalaje y transporte, cotización de fletes, liquidación financiera, auditoría, seguimiento, servicio al cliente y resolución de problemas.  Sin embargo, no contratan a ningún conductor de camión, ni personal de almacenamiento, además de que  no poseen ningún activo físico de distribución de carga propio.
Un proveedor sin activos, está conformado de un equipo de expertos con experiencia en la industria del transporte de las mercancías y los activos en tecnología de la información. Estos tienen un papel similar al de los agentes o corredores de carga, pero tienen una mayor  participación en la práctica en el transporte de productos. Estos proveedores dos son los servicios 4PL y 5PL. Un proveedor 4PL no posee activos de transporte propios ni capacidad de almacenamiento. Su función principal es asignar e integrar recursos dentro de la cadena de suministro para mejorar su eficiencia. El concepto de proveedor 4PL surgió en la década de 1970, desarrollado por la consultora Accenture.
Las empresas externalizan la selección de proveedores 3PL y la optimización de su integración a un 4PL, que actúa como intermediario. Esto reduce costos, pero exige que el 4PL tenga una visión global del mercado logístico para elegir el 3PL más adecuado para cada actividad operativa. Para ofrecer esta solución, los proveedores 4PL necesitan:
- Conocimiento especializado del sector logístico
- Infraestructura de TI

Mientras el 4PL se enfoca en la gestión estratégica y asignación de recursos, el 3PL se especializa en la logística operativa.
Los proveedores de logística de quinta parte (5PL) son proveedores especializados en gestión estratégica de cadenas de suministro mediante soluciones tecnológicas avanzadas. Estos avances  tecnológicos, y los aumentos relacionados  en la visibilidad de la cadena de suministro, además de las comunicaciones entre empresas, han dado lugar a un modelo relativamente nuevo para las operaciones logísticas de terceros: el "proveedor de logística no basado en activos". 

## Transporte a demanda
El transporte en demanda es un concepto reciente desarrollado por proveedores 3PL para describir sus servicios de corretaje, ad hoc y de viajero. Esta modalidad se ha convertido en un requisito fundamental para los proveedores 3PL exitosos actuales, permitiéndoles ofrecer soluciones personalizadas que se adapten específicamente a las necesidades particulares de la cadena de suministro de cada cliente.
Los envíos bajo transporte a pedido no siguen el modelo de tarifa más baja, siendo altamente rentables para los 3PL. Sus costos se calculan según condiciones específicas de cada envío y disponibilidad real, lo que hace que difieran notablemente de las tarifas estándar publicadas. Este enfoque permite cotizaciones personalizadas que reflejan las circunstancias logísticas particulares de cada operación. El transporte bajo demanda sigue creciendo como segmento especializado dentro de los servicios 3PL, evolucionando constantemente para atender las necesidades cambiantes del mercado logístico.
Modos de transporte detallados  pueden estar sujetos al modelo bajo demanda, los cuales  incluyen (entre otros) los siguientes:
- FTL, o carga completa de camión
- LTL, o carga fraccionada en camión
- Hotshot (mensajería directa y exclusiva)
- Próximo vuelo de salida, a veces también llamado como mejor vuelo de salida (envío de aerolíneas comerciales)
- Servicios urgentes: (mensajería directa y exclusiva) Entrega inmediata o “justo a tiempo” (JIT)
- Almacenamiento (entrante y saliente)
- Transporte con guantes blancos
- Envío internacional acelerado

Los nuevos corredores operan bajo el esquema conocido como "sonrisa y marcación", que funciona básicamente como centros de llamadas de telemarketing logístico. A diferencia de los proveedores con contratos establecidos, estos corredores no tienen obligación de gestionar exitosamente todas las cargas solicitadas.
El modelo se caracteriza por:
- Representantes de ventas que reciben comisiones completas (100%)
- Jornadas laborales dedicadas principalmente a llamadas en frío a clientes potenciales
- Margen bruto estándar del 15% (diferencia entre pago del transportista y pago al transportista)
- Alta rotación de personal (aproximando el 100% anual) debido al sistema de compensación por comisiones

Esta estructura operativa prioriza el volumen de contactos sobre la calidad del servicio, generando un ecosistema de alta presión con constante recambio de personal.

## Alianzas horizontales
Se describe cómo los proveedores de servicios logísticos (LSP), incluso aquellos que potencialmente compiten, pueden formar alianzas horizontales. Estas cooperaciones ofrecen dos tipos de beneficios clave:
Por un lado, permiten acceder a recursos tangibles como redes de transporte ampliadas, infraestructura de almacenamiento compartida y la capacidad de ofrecer paquetes de servicios más complejos mediante la combinación de recursos.
Por otro lado, facilitan el acceso a recursos intangibles como conocimientos técnicos, información valiosa y oportunidades de innovación. Estas alianzas muestran cómo la colaboración estratégica puede generar ventajas competitivas en el sector logístico.

## Ventajas

### Ahorro de costes y tiempo
Los proveedores logísticos externos se especializan en gestión logística, desarrollando conocimientos más profundos y experiencia superior que las empresas productoras o vendedoras. Estas capacidades, sumadas a sus redes globales más extensas, les permiten ofrecer mayor eficiencia en términos de tiempo y costos logísticos, convirtiéndose en socios estratégicos para las operaciones de la cadena de suministro.
Los equipos y los sistemas informáticos de los proveedores mantienen una constante actualización tecnológica y adaptación de sus sistemas para responder a las exigencias tanto de sus clientes como de las cadenas de suministro extendidas.
Esta capacidad de evolución continua contrasta con las limitaciones que enfrentan muchas empresas productoras y comercializadoras, quienes frecuentemente carecen del tiempo, recursos especializados y conocimiento técnico necesario para implementar actualizaciones tecnológicas con agilidad.

### Compromiso de capital bajo
La externalización integral a un proveedor 3PL elimina la necesidad de que el cliente mantenga infraestructura logística propia (almacenes o flotas de transporte), reduciendo significativamente sus requerimientos de capital. Este modelo resulta particularmente ventajoso para empresas con fluctuaciones pronunciadas en la demanda, ya que evita la sobrecapacidad de almacenamiento -un factor que frecuentemente impacta negativamente en la rentabilidad- al permitir escalar los recursos logísticos según necesidades variables.

### Enfoque
La subcontratación de la logística ofrece a las organizaciones la posibilidad de concentrar sus esfuerzos en actividades estratégicas centrales, particularmente cuando carecen de conocimientos especializados en gestión de cadena de suministro. En el contexto empresarial actual, marcado por una creciente especialización, resulta estratégicamente ventajoso delegar aquellas funciones que requieren competencias específicas a proveedores especializados.
Los proveedores 3PL suelen desarrollar especialización sectorial, ofreciendo a sus clientes ventajas competitivas en su industria específica. Este enfoque especializado permite a las empresas escalar sus operaciones con mayor rapidez, beneficiándose del conocimiento experto y las mejores prácticas que los operadores logísticos han desarrollado en su campo particular.

### Flexibilidad
Los proveedores 3PL ofrecen mayor flexibilidad geográfica y diversidad de servicios que las capacidades internas de la mayoría de empresas. A diferencia de operadores postales tradicionales que basan sus tarifas en distancias, estos proveedores logísticos implementan estrategias como el "salto de zona" -optimizando la ubicación de mercancías para reducir distancias de entrega y costos asociados-. Esta ventaja competitiva permite a las compañías transformar estructuras de costos fijos en variables, mejorando la previsibilidad en la gestión de recursos humanos y operativos.

### Capacidad
Los proveedores 3PL operan con redes logísticas extensas que abarcan múltiples modos de transporte (aéreo, terrestre y marítimo) con cobertura regional, nacional o global. Esta capacidad de integración multimodal les permite ofrecer soluciones de distribución completas a sus clientes, garantizando conectividad sin importar los orígenes y destinos de los envíos en la cadena de suministro.

### Pérdida del control
La principal desventaja de la logística tercería es la pérdida de control por parte del cliente sobre las operaciones. En la logística de salida, el proveedor 3PL gestiona directamente la comunicación e interacciones con los clientes o proveedores de la empresa contratante. Para reducir este impacto, algunos 3PL implementan estrategias de identidad visual compartida, como utilizar los logotipos de sus clientes en sus equipos y vestir a su personal con uniformes similares a los de la empresa contratante, buscando mantener cierta coherencia en la experiencia del cliente final.

### IT
Los sistemas de TI del proveedor y del cliente deben poder inter operar. La tecnología mejora la visibilidad para el cliente a través de actualizaciones constantes de estado mediante software de gestión de despacho y el intercambio electrónico de datos (EDI), lo que conlleva costos, pero ayuda a evitar penalizaciones por retrasos y pérdidas financieras como las ocasionadas por no descargar la carga a tiempo.

### Logística inversa
La venta de productos en línea, en comparación con las tiendas físicas, genera costos adicionales en el manejo de devoluciones (logística inversa). Al depender de proveedores logísticos externos para gestionar aspectos como el almacenamiento y empaquetado en el comercio electrónico, las empresas también deben confiar en ellos para manejar la logística inversa. Eventos de alta demanda como el Viernes Negro en Estados Unidos o el Día de los Solteros en China provocan un aumento en las devoluciones, lo que puede ralentizar las operaciones de los almacenes y retrasar los reembolsos u otras soluciones para gestionar la insatisfacción de los clientes.
Las empresas han desarrollado modelos para aprovechar la logística inversa, especialmente mediante el reciclaje de componentes metálicos y dispositivos electrónicos, transformando lo que antes era un costo operativo en una oportunidad de negocio sostenible.

### Mala optimización
Los proveedores 3PL, a diferencia de los equipos logísticos internos, frecuentemente enfrentan limitaciones para optimizar costos mediante el equilibrio entre conveniencia, capacidad y escala operativa . Esta restricción genera un incremento progresivo en los costos operativos conforme aumenta el volumen de negocio del cliente. Para contrarrestar este efecto, se requiere implementar estrategias de transición que permitan mantener una escala operativa eficiente mientras se controlan los costos logísticos.